# ハイクレア
ハイクレア（Highclere、1971年 - 1992年）は、1970年代に活躍したイギリスの競走馬である。のちに繁殖牝馬としても成功、日本ではディープインパクトの曾祖母として注目された。
ハイクレアはエリザベス2世の生産・所有馬で、現役時代は1000ギニー、ディアヌ賞（仏オークス）等に勝利した。他にキングジョージ6世&クイーンエリザベスダイヤモンドステークスでダリアの2着等がある。母としてもハイトオブファッションを出すなど成功し、ヨーロッパと日本において子孫が活躍している。主な子孫は下記のファミリーラインを参照。

## 主な産駒
- ミルフォード - プリンセスオブウェールズステークス 本邦輸入種牡馬
- バークレアー

産駒にウインドインハーヘア、孫にディープインパクト、ウインクリューガー等
- ハイトオブファッション - プリンセスオブウェールズステークス

産駒にナシュワン、ネイエフ等
- ワイリトリック

産駒にエレガントファッション等

## 主要なファミリーライン
牝系図の主要な部分（太字はG1級競走優勝馬）は以下の通り。*は日本に輸入された馬。「f」は「filly（牝馬）」の略、「c」は「colt（牡馬）」の略。
- Highclere 1971
  - *ミルフォード 1976 c
  - Burghclere 1977 f
    - Capo Di Monte 1982 f
      - Dream Ticket 1992 f
        - Magic Mission 1998 f
          - *タリスマニック 2013 c（BCターフ）

        - *ドリームスキーム 2004 f
          - デイドリーマー 2010 f
            - ビリーバー 2015 f（アイビスサマーダッシュ）

        - *ドリームモーメント 2005 f
          - ロジクライ 2013 c（シンザン記念、富士S）

    - *インヴァイト 1986 f
      - リザーブシート 1995 f
        - ソリッドプラチナム 2003（マーメイドS）

      - ウインクリューガー 2000 c（NHKマイルC、アーリントンC）

    - *ウインドインハーヘア 1991 f（アラルポカル）
      - *レディブロンド 1998 f
        - ラドラーダ 2006 f
          - レイデオロ 2014 c（東京優駿、天皇賞（秋）など重賞5勝）
          - レイエンダ 2015 c（エプソムC）

        - ゴルトブリッツ 2007 c（帝王賞など重賞4勝）

      - ライクザウインド 2000 f 
        - レディスキッパー 2007 f
          - アドマイヤミヤビ 2014 f（クイーンC）
            - アドマイヤテラ 2021 c (目黒記念)

        - ハワイアンウインド 2009 f
          - ルフトシュトローム 2017 c（ニュージーランドトロフィー）

      - ブラックタイド 2001 c（スプリングS）
      - ディープインパクト 2002 c（中央競馬クラシック三冠など重賞10勝）
      - オンファイア 2003 c
      - ランズエッジ 2006 f
        - ロカ 2012 f
          - レガレイラ 2021 f（ホープフルS、有馬記念）

        - エッジースタイル 2013 f
          - アーバンシック 2021 c（菊花賞、セントライト記念）

        - ブルークランズ 2014 f
          - ステレンボッシュ 2021 f（桜花賞）

    - Bella Vitessa 1992 f
      - *バシマー 2003 f
        - ガルデルスリール 2011 f
          - モリアーナ 2020 f（紫苑S）

  - Height of Fashion 1979 f
    - Nashwan 1986 c（英2000ギニー、英ダービーなど重賞4勝）
    - Bashayer 1990 f
      - Rahayeb 1996 f
        - Lahudood 2003 f（BCフィリー&メアターフ、フラワーボウルS）
          - Aghareed 2009 f
            - *フクム 2017 c（コロネーションCなど重賞6勝）
            - Baaeed 2018 c（ムーラン・ド・ロンシャン賞など重賞7勝）

    - Sarayir 1994 f
      - Eshaadeh 2001 f
        - Jumooh 2007 f
          - Shraaoh 2013 c（シドニーC）

      - Ghanaati 2006 f（英1000ギニー、コロネーションS）

    - Nayef 1998 c（英チャンピオンSなど重賞7勝）

  - Highbrow 1985
    - Fairy Godmother 1996
      - My Kingdom of Fire 2005 c（クイーンエリザベスS）

    - Request 1997 f
      - Ask c（ロワイヤルオーク賞、コロネーションCなど重賞6勝）

  - Wily Trick 1988 f
    - Elegant Fashion 1998 f
      - Dezign 2006 f
        - Nimalee 2016 f（クイーンオブザターフS）

牝系図の出典：Galopp Sieger、牝系検索α

## 血統表
| ハイクレアの血統（フェアウェイ系／Hyperion4×3=18.75%（母内）、Fair Trial4×4=12.50%（父内）、Fairway5×5×5=9.38%（父内）） | ハイクレアの血統（フェアウェイ系／Hyperion4×3=18.75%（母内）、Fair Trial4×4=12.50%（父内）、Fairway5×5×5=9.38%（父内）） | ハイクレアの血統（フェアウェイ系／Hyperion4×3=18.75%（母内）、Fair Trial4×4=12.50%（父内）、Fairway5×5×5=9.38%（父内）） | （血統表の出典）     | （血統表の出典）   |
| 父 Queen's Hussar 1960 鹿毛                                                                                              | 父の父March Past 1950 黒鹿毛                                                                                             | Petition | Fair Trial           | Fair Trial         |
| 父 Queen's Hussar 1960 鹿毛                                                                                              | 父の父March Past 1950 黒鹿毛                                                                                             | Petition | Art Paper            |                    |
| 父 Queen's Hussar 1960 鹿毛                                                                                              | 父の父March Past 1950 黒鹿毛                                                                                             | Marcelette | William of Valence   | William of Valence |
| 父 Queen's Hussar 1960 鹿毛                                                                                              | 父の父March Past 1950 黒鹿毛                                                                                             | Marcelette | Permavon             |                    |
| 父 Queen's Hussar 1960 鹿毛                                                                                              | 父の母Jojo 1950 芦毛 | Vilmorin | Gold Bridge          | Gold Bridge        |
| 父 Queen's Hussar 1960 鹿毛                                                                                              | 父の母Jojo 1950 芦毛 | Vilmorin | Queen of the Meadows |                    |
| 父 Queen's Hussar 1960 鹿毛                                                                                              | 父の母Jojo 1950 芦毛 | Fairy Jane | Fair Trial           | Fair Trial         |
| 父 Queen's Hussar 1960 鹿毛                                                                                              | 父の母Jojo 1950 芦毛 | Fairy Jane | Light Tackle         |                    |
| 母 Highlight 1958 鹿毛                                                                                                   | 母の父Borealis 1941 栗毛                                                                                                 | Brumeux | Teddy                | Teddy              |
| 母 Highlight 1958 鹿毛                                                                                                   | 母の父Borealis 1941 栗毛                                                                                                 | Brumeux | La Brume             |                    |
| 母 Highlight 1958 鹿毛                                                                                                   | 母の父Borealis 1941 栗毛                                                                                                 | Aurora | Hyperion             | Hyperion           |
| 母 Highlight 1958 鹿毛                                                                                                   | 母の父Borealis 1941 栗毛                                                                                                 | Aurora | Rose Red             |                    |
| 母 Highlight 1958 鹿毛                                                                                                   | 母の母Hypericum 1943 鹿毛                                                                                                | Hyperion | Gainsborough         | Gainsborough       |
| 母 Highlight 1958 鹿毛                                                                                                   | 母の母Hypericum 1943 鹿毛                                                                                                | Hyperion | Selene               |                    |
| 母 Highlight 1958 鹿毛                                                                                                   | 母の母Hypericum 1943 鹿毛                                                                                                | Feola | Friar Marcus         | Friar Marcus       |
| 母 Highlight 1958 鹿毛                                                                                                   | 母の母Hypericum 1943 鹿毛                                                                                                | Feola | Aloe F-No.2-f        |                    |

- 4代母Aloeの子孫にラウンドテーブル、ココアビーチ、アルサイド、オリオール、タムレット。